# カスエラ
カスエラ（スペイン語: Cazuela、スペイン語発音: [kaˈθwela]）は、南アメリカの料理の名称である。料理名は、調理の際に使用する鍋の名前カスエラ（cazuela、スペイン語で調理鍋を意味する）に由来する。カスエラを作る際の材料や調理法は地域により異なるが、様々な肉や野菜を用いて濃厚な出汁を作る点は共通している。

## チリのカスエラ

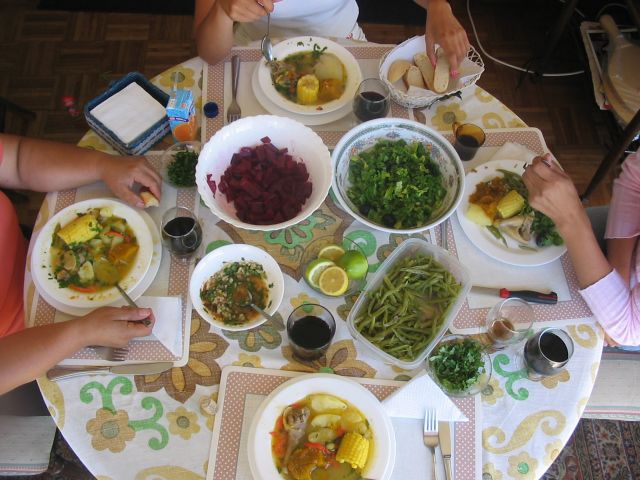
チリのカスエラ

カスエラはチリで一般的な料理である。典型的なカスエラは鶏肉もしくは牛肉から作るものだが、豚肉や七面鳥を用いて作るカスエラも存在する。
一般的なチリのカスエラの材料としては、骨付き肉（牛肉の場合はスペアリブ、鶏肉の場合は手羽先や手羽元など）、ジャガイモ、カボチャであり、さらにこれらの材料を一緒に茹でた出汁も使用する。また、出汁を使用して調理したコメや、細麺、サヤインゲン、セロリ、スライスした人参、ニンニク、キャベツ、その他の野菜を加える事もある。夏季には、カスエラにトウモロコシを加える事もある。
カスエラは通常最初に液体状の出汁をすべて飲んだ後、次に肉と大きめの野菜（ジャガイモ、カボチャ、人参など）を食べる。しかし、肉と大きめの野菜は薄くスライスされている場合もあり、この時はスープと同時に食べることもできる。
チリのカスエラはスペイン植民の料理、オジャ・ポドリーダとよく似ているが、"korrü"と呼ばれるマプチェの出汁にそのルーツがある。

## ペルーのカスエラ
ペルーにおいて、カスエラはアマソナス県で一般的な料理である。ペルーのカスエラはアマゾナス内の地域により材料や調理法が異なる。
アマソナス県のチャチャポヤスでは、カスエラは鶏、牛肉、羊肉を茹で、そこにヤセイカンラン、コメ、人参、トウモロコシ、白ワインを一杯加えて作る。
ソースポットを火から下ろす数分前に牛乳とヴェルミチェッリ（cabello de ángel）を適量加える。注意点としては、スープとして提供できるように、カスエラから十分な出汁が出るようにする必要がある。

## プエルトリコのカスエラ
プエルトリコでは、カスエラはパイを使用した伝統料理であり、通常クリスマスシーズンに作られる。プエルトリコのカスエラはパンプキンパイに似ているものの、サツマイモ、カボチャ、ココナッツミルクを材料として用い、さらに通常パイ生地の皮は使用しない。

## 他地域のカスエラ
アメリカ合衆国・アリゾナ州南部では、カスエラを作る際はカルネ・セカもしくはマチャカ（乾燥肉）に、ジャガイモ、ニンニク、青唐辛子、ハーブを使用して作ることが多い。